# Bernard Zimmermann
Bernard (Berl) Zimmermann (ur. 4 czerwca 1885 w Borku, zm. 22 września 1931 w Krakowie) – polski architekt żydowskiego pochodzenia, działający w Krakowie.

## Życiorys
Syn Mosesa i Hensche Monderer. Uczył się w gimnazjum w Bochni. Studiował następnie w szkole politechnicznej w Brnie i na Politechnice Wiedeńskiej. Po ukończeniu studiów w 1909 praktykował w Krakowie, a później pracował u Ludwika Gutmana i w urzędzie Budownictwa Miejskiego. W latach I wojny światowej służył w wojsku jako inżynier. Był prezesem Żydowskiego Towarzystwa Gimnastycznego. W urzędach budownictwa zatrudniony był do 1925, kiedy to wyjechał do Palestyny. Tam brał udział w pracach przy budowie infrastruktury Tel-Awiwu. W 1928 powrócił do Krakowa i założył własne przedsiębiorstwo budowlane. Udzielał się aktywnie w ruchu syjonistycznym. Został pochowany na cmentarzu przy ul. Miodowej.

## Dzieła
- 1928: niezrealizowany projekt kamienicy przy ulicy Konarskiego 35 w Krakowie
- 1928–1929: dom przy ulicy Kieleckiej 28 w Krakowie
- 1929–1930: szkoła Żydowskiego Towarzystwa Szkoły Ludowej i Średniej w Krakowie
- 1929–1931: szkoła ludowa Cheder Iwri i gimnazjum Tachkemoni w Krakowie
- 1930: niezrealizowany projekt budynku Spółki Wydawniczej "Nowy Dziennik" w Krakowie
- 1931–1932: kamienica przy ulicy Przemyskiej 4 w Krakowie